# Bitwa pod Sadras
Bitwa pod Sadras – starcie zbrojne, które miało miejsce w roku 1782, w trakcie kampanii w Indiach Wschodnich, w czasie wojny o niepodległość Stanów Zjednoczonych, zakończone taktycznym zwycięstwem francuskim.
Dowodzący eskadrą brytyjską adm. Edward Hughes, współdziałając z gen. Munro, opanował w końcu 1781 i na początku 1782 Negapatam i Trincomalee, co pozbawiło Francuzów baz morskich na Półwyspie Indyjskim. Na lądzie, Francuzi zawarli sojusz z Hajdarem Alim, sułtanem Majsuru, ale z flotą brytyjską musieli poradzić sobie sami.
Kontradmirał Pierre André de Suffren, dowodzący po śmierci adm. Orvesa flotyllą francuską, postanowił odbić Trincomalee. Hughes, posiadający słabszą eskadrę (9 do 12 liniowców) zdołał 16 lutego przechwycić 6 statków z częścią francuskiego desantu. Następnego dnia pod Madrasem, gdzie schronili się Brytyjczycy, zjawił się Suffren, dążący do rozbicia nieprzyjacielskiej eskadry. W tym celu planował zerwanie ze sztywnymi zasadami taktyki liniowej, a skupienie uderzenia na tylnej części szyku brytyjskiego, atakując ją z obydwu stron.
Hughes przyjął bitwę i opuścił redę Madrasu, kierując się na południe, by nie dopuścić do francuskiego desantu pod Trincomalee. Zgodnie z planem, Suffren uderzył na jego szyk. Hughes miał nadzieję, korzystając z bryzy morskiej oderwać się od przeciwnika i wyjść na pełne morze, ale wiatr mu to uniemożliwił, dając przewagę Francuzom, znajdującym się na nawietrznej. W obliczu ataku Hughes sformował linię bojową (na szkicu faza oznaczona literą B).
O czwartej po południu, na czele czołowych okrętów Suffren uderzył na pięć ostatnich w szyku liniowców brytyjskich, ale tylko dwa okręty francuskie wykonały rozkazy, biorąc Brytyjczyków w dwa ognie. Mimo to, osiem okrętów francuskich atakowało pięć brytyjskich; szczególne kłopoty miał ostatni liniowiec, "Exeter", który już wcześniej odstał od reszty floty. Mimo że walczył łącznie z pięcioma jednostkami francuskimi, poniósł relatywnie niewielkie straty (10 zabitych, 45 rannych), co źle świadczyło o celności francuskiego ognia (na szkicu faza C). Ponadto pozostałe okręty francuskie nie włączyły się do bitwy, a dowódca "Annibala" nawet powstrzymał innego kapitana, Josepha Bouveta, przed aktywniejszym udziałem w walce.
Ok. godz. 6 wiatr zmienił kierunek, umożliwiając przednim okrętom brytyjskim wsparcie atakowanej części eskadry. Wobec braku woli walki swoich kapitanów, Suffren zrezygnował z dalszej bitwy i zakotwiczył koło Pondicherry, wysadzając tam desant, który wsparł oddziały indyjskie w ataku na Cuddalore. Hughes odszedł do Trincomalee, gdzie naprawił swoje okręty. Według T. Mahana, straty brytyjskie wyniosły 32 zabitych i 83 rannych, francuskie – 30 zabitych i ok. 100 rannych.

## Skład flot w bitwie pod Sadras

### Eskadra brytyjska[2]
- Superb, 74 działa, William Stevens, adm. Edward Hughes
- Hero, 74 działa, Charles Wood
- Monarca, 68 dział, John Gell
- Burford, 64 działa, Peter Rainier
- Exeter, 64 działa, Charles Hughes, kom. Richard King
- Eagle, 64 działa, Ambrose Reddall
- Monmouth, 64 działa, James Alms
- Worcester, 64 działa, George Talbot
- Isis, 50, dział, Thomas Charles Lumley
- Seahorse, 24 działa, James Montagu
- Manilla, 14 dział, William Robinson

### Eskadra francuska[2]
- Héros, 74 działa, Suffren
- Annibal, 74 działa, de Tromelin
- Orient, 74  działa, des Pallieres
- Sévère, 64 działa, Cillart
- Vengeur, 64 działa, Forbin
- Brillant, 64 działa, Saint-Felix
- Artésien, 64  działa, Maurville
- Sphinx, 64  działa, du Chilleau
- Ajax, 64  działa, Bouvet
- Bizarre, 64  działa, de Lalandelle
- Petit-Hannibal, 50 dział, Morad du Galle
- Flamand, 50 dział, de Cuverville
- Pourvoyeuse, 38 dział, de Bealieu
- Fine, 32 działa, Perrier de Salvert
- Bellone, 32 działa, de Ruyter
- Subtile, 22 działa, de Galifet
- Sylphide, 16 dział
- Diligent, 10 dział